# Fernando Usero Toledano
Fernando Usero (Brazatortas, 27 de març de 1984) és un futbolista castellanomanxec, que ocupa la posició de migcampista.
Sorgeix del planter del Màlaga CF. Després d'un breu període al filial de l'Atlètic de Madrid, el 2004 retorna a l'equip mal·lacità per jugar amb el Málaga B, per aquell temps a Segona Divisió, a la vegada que alternava les aparicions amb el primer equip a la màxima categoria.
El 2006, després del doble descens del Málaga i el Málaga B, fitxa pel Polideportivo Ejido, on roman dos anys jugant amb regularitat. Quan l'Ejido també perd la categoria, marxa a l'Elx CF, també a Segona Divisió.